# Kościół św. Józefa w Wierzbnie
Kościół św. Józefa – katolicki kościół filialny zlokalizowany w Wierzbnie, w gminie Warnice.
Świątynia (dawniej ewangelicka) wznosi się w południowo-zachodniej części rynku dawnego miasta. Późnogotycki kościół jest kamienno-ceglany i pochodzi z XV wieku (chociaż źródła wspominają tu obiekt sakralny już w XIII wieku). Posiada niską wieżę z XVII wieku zwieńczoną czterema narożnymi pinaklami pozbawioną hełmu. Szczyt wschodni kościoła i elewacje wieży bogato ozdobione ostrołukowymi blendami. Wewnątrz świątyni strop drewniany z malowidłami z 1738. Z tego okresu pochodzi również barokowy ołtarz (po 1945 zdekompletowany), renesansowa chrzcielnica oraz późnorenesansowa empora ozdobiona w 1707 malowidłami. W 1974, przy zachowaniu elementów barokowego, postawiono nowy ołtarz. Obok kościoła znajduje się pomnik przyrody - wiąz o obwodzie 450 cm.

## Galeria

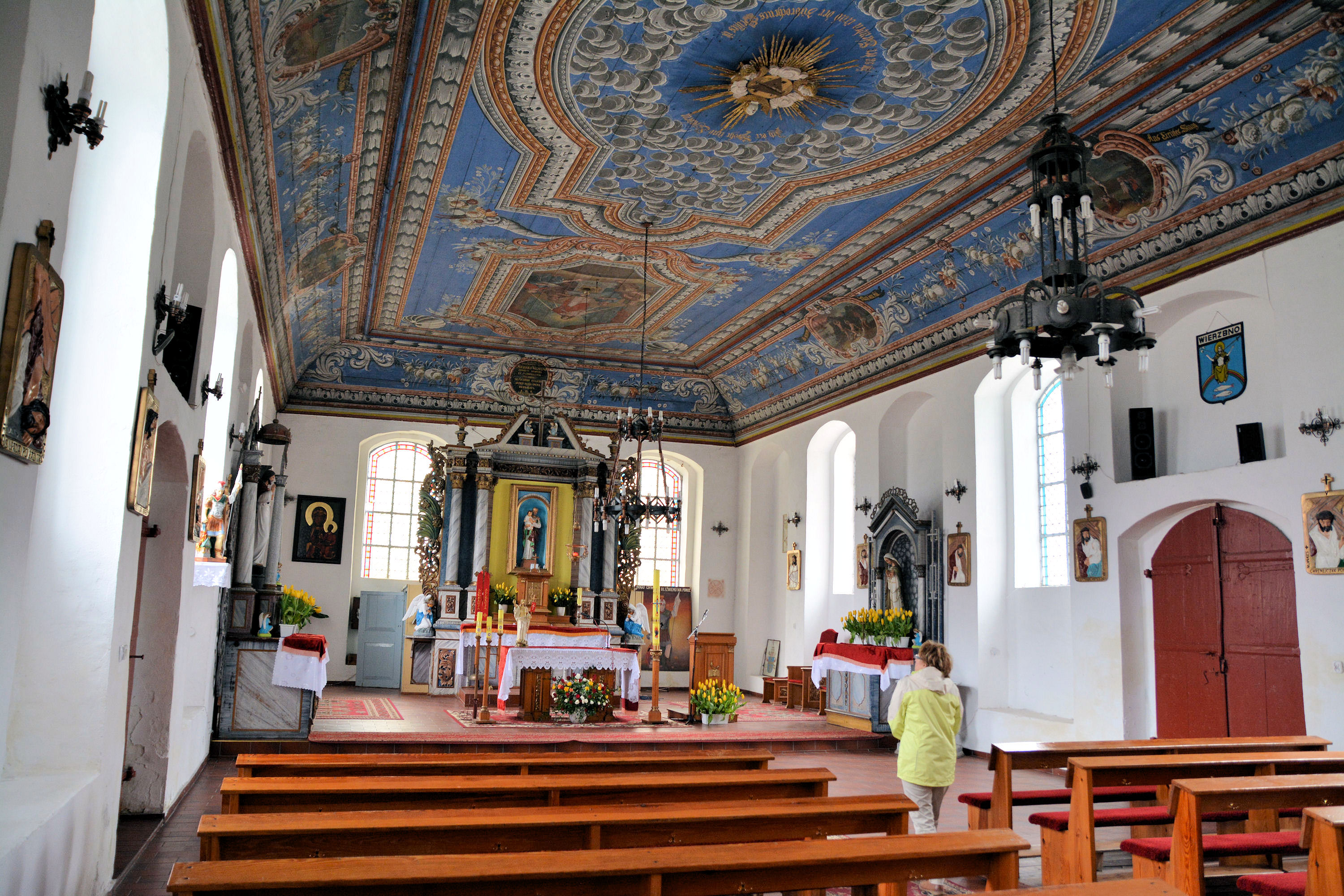
Wnętrze kościoła
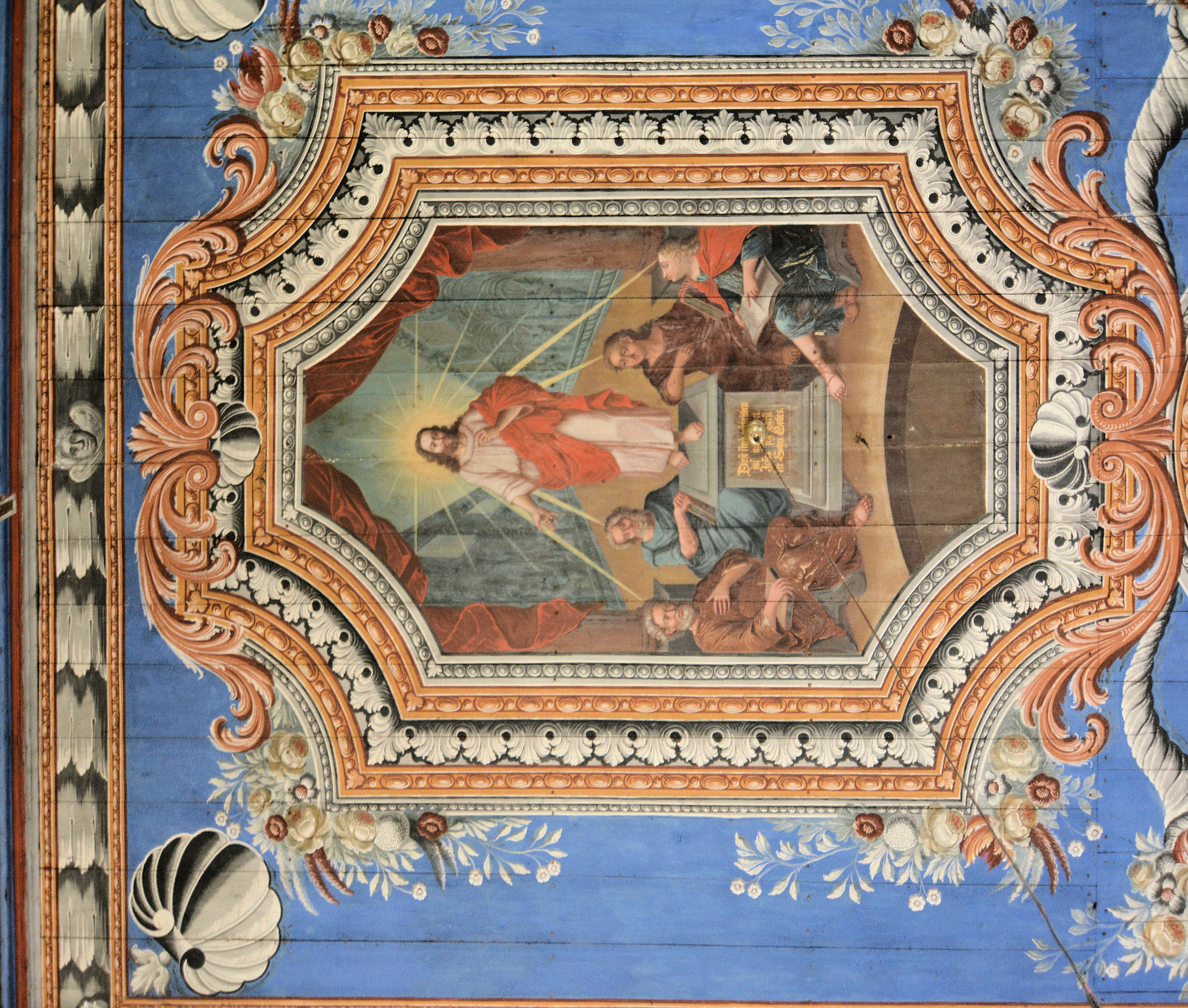
Fragment malowidła na stropie kościoła
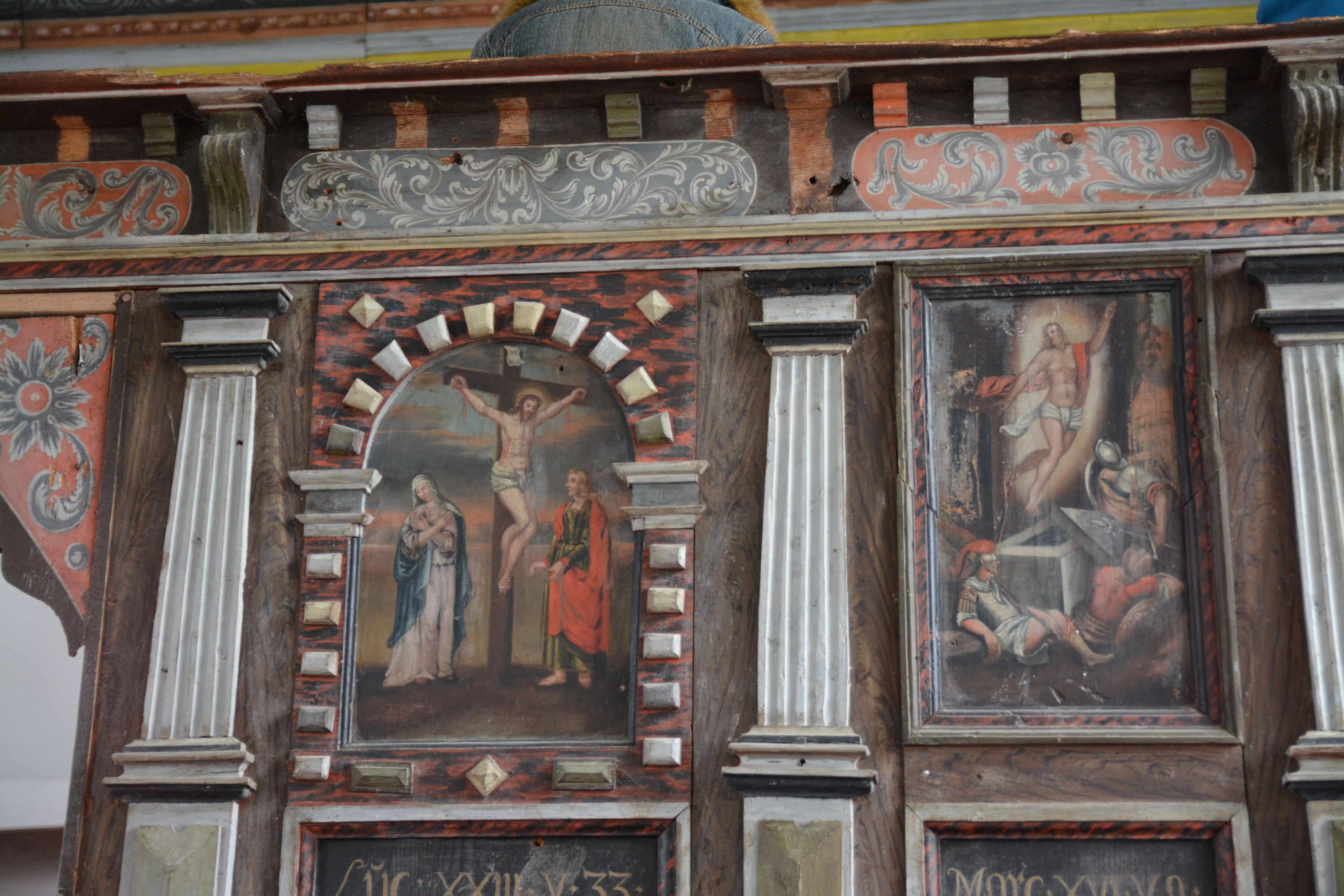
Zdobienia empory